# Signalpfeife

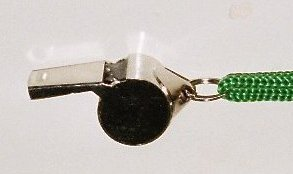
Trillerpfeife

Als Signalpfeife werden verschiedene Typen von Pfeifen und Flöten eingesetzt, mit denen sich mit wenig Kraftaufwand relativ laute und gut hörbare Töne produzieren lassen.
Neben den vielfach eingesetzten Trillerpfeifen werden Bootsmannspfeife bei der Marine und zur Kommunikation mit Tieren Hochfrequenzpfeife im Ultraschallbereich eingesetzt.
Beim Militär wurden bei der Infanterie früher Flöten wie die Schwegel oder Trommelpfeife sowie Trommeln als Signalinstrument eingesetzt. Bei der Kavallerie und den Jägertruppen Signalhörner.
Bei Dampflokomotiven und Dampfschiffen werden oder wurden Dampfpfeifen als Signal eingesetzt.
Notsignale lassen sich akustisch unter anderem mit Signalpfeifen oder optisch übermitteln.